# Zabavni omladinski vjesnik
Zabavni omladinski vjesnik, poznatiji kao ZOV, bio je kratkoživući hrvatski tjednik za mladež. Izdavao ga je NIŠRO Vjesnik iz Zagreba, a izlazio je petkom. Prvi broj izašao je 14. rujna 1973., u nakladi 200 tisuća primjeraka, a zadnji 5. srpnja 1974., u 60 tisuća primjeraka.
Sadržaj časopisa činili su stripovi i zabavni i poučni tekstovi. Između ostalih, u ZOV-u su objavljivani stripovi u nizu Vozi da bi živio, Mark Mačka i Mafija u šesnaestercu, ilustracije Andrije Maurovića, stripovi Ota Reisingera i Ivice Bednjaneca, Kolonelo (De Generaal) Petera de Smeta, Jak Violončelo Jacovittija i ini.
Glavni urednik bio je Jovan Hovan, a savjetnik za strip Rudi Aljinović.